# Terminus (film, 1987)
Pour les articles homonymes, voir Terminus.
Pour plus de détails, voir Fiche technique et Distribution.
Terminus est un film franco-allemand de science-fiction réalisé par Pierre-William Glenn, sorti en 1987.

## Synopsis
Un raid en camions se déroule dans un futur proche. Monstre (camion équipé d'une haute technologie), est piloté par « Gus », une jeune femme qui doit rejoindre Terminus avant ses adversaires. Elle est arrêtée par des soudards qui la mettent hors-jeu. Elle passe le relais à « Manchot ». Mais la course est un leurre, afin de permettre l'entrée d'un engin qui collecte du sang humain pour des expériences de clonage menées par les maîtres de Terminus. 

## Fiche technique
- Titre : Terminus

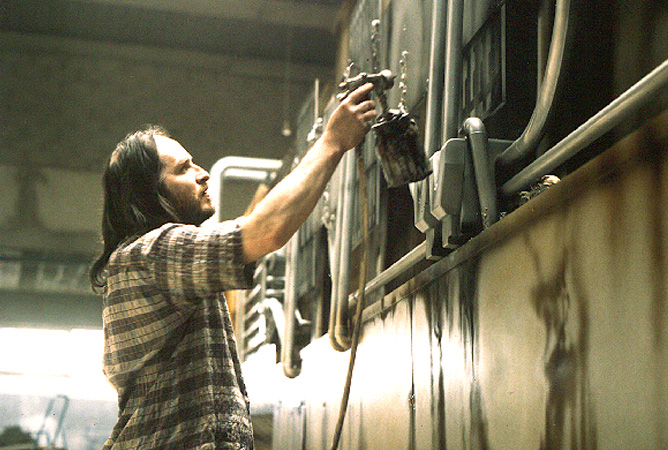
Préparation des véhicules de Terminus par l'artiste Jacques Gastineau.

- Réalisation : Pierre-William Glenn
- Scénario : Patrice Duvic, Alain Gillot et Wallace Potts
- Musique : David Cunningham (en)
- Photographie : Jean-Claude Vicquery
- Montage : Thierry Derocles
- Effets Spéciaux:  Jacques Gastineau
- Production : Anne François
- Société de production : CBL Films, Cat Productions, Films A2, Initial Groupe et Les Films du Cheval de Fer
- Société de distribution : Acteurs Auteurs Associés (France)
- Pays de production :  France et  Allemagne de l'Ouest
- Genre : science-fiction
- Budget : approximativement 60 millions de francs[1]
- Lieu de tournage : Hongrie[1]
- Durée : 110 minutes (montage original) ; 80 minutes (montage USA)
- Date de sortie : 
  - France : 28 janvier 1987

## Distribution
- Johnny Hallyday : "Manchot"
- Karen Allen (VF : Sylvie Feit) : "Gus"
- Jürgen Prochnow : le docteur / "Monsieur" / Pilote "Petit Frère"
- Julie Glenn : Princess
- Dominique Valera : le commandant
- Gabriel Damon : Mati
- Dieter Schidor : l'assistant du docteur
- Janos Kulka : l'homme aux lunettes noires
- Jean-Luc Montama, Ray Montama, Bruno Clarrochi et David Jalil : les mercenaires
- André Nocquet : le chauffeur de la limousine
- Mathieu Carrière : le docteur (voix)
- Howard Vernon : "Monsieur" (voix)
- Michel Vigné : pilote "Petit Frère" (voix)
- Louise Vincent : "Monstre" (voix)

## Production
Le film se veut une tentative de science-fiction française, lorgnant du côté de Mad Max. Johnny Hallyday déclara qu'il a accepté le film pour être loin de Paris après sa séparation avec Nathalie Baye.
Le distributeur américain pour vendre le film, le remonta en coupant une demi-heure et en redoublant plusieurs scènes.
Le tournage souffrit de plusieurs accidents avec les cascadeurs.

## Accueil
Le film est un échec critique et commercial, renié par Johnny Hallyday, préférant mettre l'accent sur d'autres films mieux accueillis dans sa filmographie.